# 林志烜
林志烜（？—？），字儀正，號仲樞，福建閩縣人，清末翰林。

## 生平
光緒二十九年（1903年）癸卯恩科福建鄉試第一名舉人，光緒三十年（1904年）聯捷甲辰恩科二甲第十三名進士，選庶吉士，散館授編修。